# Objetos G

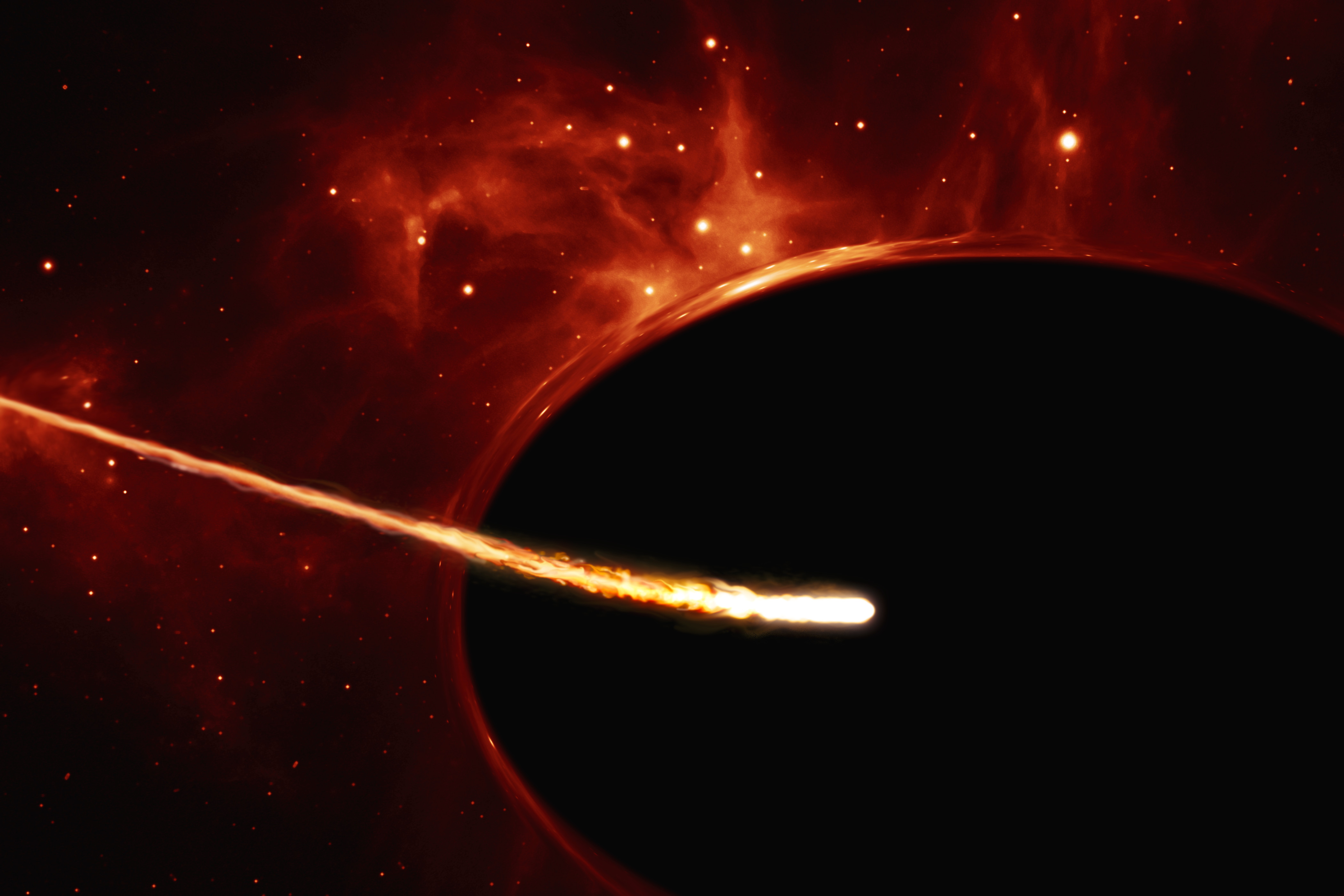
Estrela parecida com o Sol perto de um buraco negro supermassivo que gira rapidamente

Os objetos G são objetos estelares compactos e empoeirados que se movem extremamente rápido e se aproximam do buraco negro supermassivo de nossa galáxia. Presumem os cientistas, são o resultado de fusões estelares, onde duas estrelas em órbita colidem umas com as outras devido à influência gravitacional de um buraco negro.
Os objetos G são estrelas que se tornaram tão grandes que as forças de maré exercidas pelo buraco negro central podem retirar a matéria de suas atmosferas estelares quando as estrelas se aproximam o suficiente, mas têm um núcleo estelar com massa suficiente para permanecer intacto.

## Registro histórico
Os astrônomos descobriram objetos G pela primeira vez no buraco negro da Via Láctea em 2004. O G1 foi visto primeiro e Ghez et al identificaram G1, em 2005. G2, que fez uma aproximação ao buraco negro supermassivo em 2014, foi descoberto em 2012. Acreditava-se que ambos eram nuvens de gás até chegarem mais perto do buraco negro supermassivo. O G1 e o G2 conseguiram sobreviver à atração gravitacional do buraco negro. Suas órbitas variam de 100 a 1.000 anos.
Em 6 de junho de 2018, astrônomos analisaram 12 anos de dados coletados no Observatório W. M. Keck, no Havaí, para descobrir os objetos G3, G4 e G5. Todos eles (incluindo G6) têm órbitas muito diferentes de G1 e o G2.